# Stan Pijnenburg
Stan Pijnenburg (Haaren, 4 november 1996) is een Nederlandse zwemmer.

## Carrière
Bij zijn internationale debuut, op de wereldkampioenschappen zwemmen 2017 in Boedapest, eindigde Pijnenburg samen met Kyle Stolk, Ferry Weertman en Maarten Brzoskowski als achtste op de 4×200 meter vrije slag. Op de 4×100 meter vrije slag werd hij samen met Kyle Stolk, Ben Schwietert en Jesse Puts uitgeschakeld in de series.
Op de Europese kampioenschappen zwemmen 2018 in Glasgow strandde hij in de series van zowel de 100 als de 200 meter vrije slag. Samen met Nyls Korstanje, Kyle Stolk en Jesse Puts eindigde hij als zesde op de 4×100 meter vrije slag, op de 4×200 meter vrije slag eindigde hij samen met Kyle Stolk, Ferry Weertman en Maarten Brzoskowski op de zevende plaats. Samen met Nyls Korstanje, Arno Kamminga en Joeri Verlinden eindigde hij als zevende op de 4×100 meter wisselslag, op de gemengde 4×100 meter vrije slag veroverde hij samen met Nyls Korstanje, Femke Heemskerk en Ranomi Kromowidjojo de zilveren medaille. Samen met Kyle Stolk, Femke Heemskerk en Robin Neumann eindigde hij als zesde op de gemengde 4×200 meter vrije slag. Tijdens de wereldkampioenschappen kortebaanzwemmen 2018 in Hangzhou werd de Nederlander uitgeschakeld in de series van zowel de 100 als de 200 meter vrije slag, op de gemengde 4×50 meter vrije slag sleepte hij samen met Jesse Puts, Ranomi Kromowidjojo en Femke Heemskerk de zilveren medaille in de wacht.
In Gwangju nam Pijnenburg deel aan de wereldkampioenschappen zwemmen 2019. Op dit toernooi strandde hij samen met Jesse Puts, Nyls Korstanje en Jesse Puts in de series van de 4×100 meter vrije slag.
Op de Europese kampioenschappen zwemmen 2020 in Boedapest werd hij uitgeschakeld in de halve finales van de 100 meter vrije slag en in de series van de 50 meter vrije slag. Samen met Nyls Korstanje, Thom de Boer en Jesse Puts eindigde hij als achtste op de 4×100 meter vrije slag, op de gemengde 4×100 meter vrije slag legde hij samen met Jesse Puts, Ranomi Kromowidjojo en Femke Heemskerk beslag op de zilveren medaille.

## Internationale toernooien
| Jaar | Olympische Spelen                         | WK langebaan                                              | WK kortebaan                                                         | EK langebaan | EK kortebaan                                                                                           |
| ---- | ----------------------------------------- | --------------------------------------------------------- | -------------------------------------------------------------------- | --- | --- |
| 2017 |                                           | 10e 4×100m vrije slag 8e 4×200m vrije slag                |                                                                      | | geen deelname                                                                                          |
| 2018 |                                           |                                                           | 29e 100m vrije slag · 26e 200m vrije slag · 4×50m vrije slag gemengd | 20e 100m vrije slag · 33e 200m vrije slag · 6e 4×100m vrije slag · 7e 4×200m vrije slag · 7e 4×100m wisselslag · 4×100m vrije slag gemengd · 6e 4×200m vrije slag gemengd | |
| 2019 |                                           | 16e 4×100m vrije slag                                     |                                                                      | | geen deelname                                                                                          |
| 2020 | Geen toernooien vanwege de coronapandemie | Geen toernooien vanwege de coronapandemie                 | Geen toernooien vanwege de coronapandemie                            | Geen toernooien vanwege de coronapandemie | Geen toernooien vanwege de coronapandemie                                                              |
| 2021 | 21e 100m vrije slag 12e 4x100m vrije slag |                                                           | 4e 4x100m vrije slag · 4x50m vrije slag ·                            | 22e 50m vrije slag · 12e 100m vrije slag · 8e 4×100m vrije slag · 4×100m vrije slag gemengd                                                                               | 4x50m vrije slag · 4x50m wisselslag · 200m vrije slag · 5e 100m vrije slag · 4x50m vrije slag gemengd* |
| 2022 |                                           |                                                           | 4x50m vrije slag · 4×50m vrije slag gemengd* ·                       | 5e 4×100m vrije slag 6e 4x100m vrije slag gemengd 5e 4×200m vrije slag gemengd                                                                                            | |
| 2023 |                                           |                                                           |                                                                      | | |
| 2024 |                                           | 6e 4×100 m wisselslag gemengd · 4×100 m wisselslag mannen |                                                                      | | |

 *) Pijnenburg zwom alleen de series

## Persoonlijke records
Bijgewerkt tot en met 24 oktober 2021
Kortebaan
| Afstand         | Tijd    | Datum             | Plaats    |
| --------------- | ------- | ----------------- | --------- |
| 50m vrije slag  | 21,27   | 30 september 2021 | Napels    |
| 100m vrije slag | 46,75   | 23 oktober 2021   | Amsterdam |
| 200m vrije slag | 1.44,18 | 24 oktober 2021   | Amsterdam |

Langebaan
| Afstand         | Tijd    | Datum            | Plaats    |
| --------------- | ------- | ---------------- | --------- |
| 50m vrije slag  | 22,10   | 9 april 2021     | Eindhoven |
| 100m vrije slag | 48,53   | 27 juli 2021     | Tokyo     |
| 200m vrije slag | 1.48,10 | 30 november 2023 | Rotterdam |